# ’78 Criminals
'78 Criminals – album zespołu The Criminals nagrany w 1978 i wydany w 1985 roku przez wytwórnię Fan Club Records.

## Lista utworów
1. Cops Are Coming" (Sylvain Mizrahi) – 2:20
2. "Teenage News" (Sylvain Mizrahi) – 2:52
3. "I'm So Sorry" (Sylvain Mizrahi) – 2:30
4. "Kid's Are Back" (Sylvain Mizrahi) – 2:40
5. "Casting Couch" (Sylvain Mizrahi) – 3:40
6. "It's Love" (Randy Sparks) – 1:51
7. "Without You" (Sylvain Mizrahi) – 3:02
8. "14th Street" (Sylvain Mizrahi) – 3:01
9. "Out With the Wrong Woman" (Sylvain Mizrahi) – 1:49
10. "Emily" (Sylvain Mizrahi) – 2:08
11. "I'll Be Dreamin' About You, Baby" (Sylvain Mizrahi/Emily West) – 2:42
12. "Rock'n Good Time" (Sylvain Mizrahi) – 2:47
13. "I Love a Little Pussy" (Sylvain Mizrahi) – 3:27
14. "Deeper and Deeper" (Sylvain Mizrahi/Bobby Blain) – 2:06

## Skład
- Sylvain Mizrahi – wokal, gitara
- Michael Page – gitara basowa
- Tony Machine – perkusja
- Rodney Hytonen – rożek francuski